# Choo Chang-min
Choo Chang-min (* 1966 in Daegu, Südkorea) ist ein südkoreanischer Filmregisseur. Sein erfolgreichster Film ist Masquerade mit über 12 Millionen Kinobesuchern in Südkorea. Er erhielt dafür den Daejong-Filmpreis und den Paeksang Award in der Kategorie beste Regie.

## Leben
Choo Chang-min begann seine Karriere als Assistent bei Film-Making (1997, 죽이는 이야기) und als Script Supervisor bei City of the Rising Sun (1998, 태양은 없다). Danach arbeitete er an dem Drehbuch der schwarzen Komödie The Happy Funeral Director (2000, 행복한 장의사). Es folgte sein Kurzfilm Sawol-ui Kkeut, für den er zahlreiche Filmfestival-Einladungen erhielt.
Sein Historienfilm Masquerade erhielt den Daejong-Filmpreis in 15 von 24 Kategorien.
2018 verfilmte er Jeong Yu-jeongs Kriminalroman Sieben Jahre Nacht.

## Filmografie
- 2000: Sawol-ui Kkeut (사월의 끝)
- 2005: Mapado (마파도)
- 2006: Lost in Love (사랑을 놓치다)
- 2011: Late Blossom (그대를 사랑합니다)
- 2012: Masquerade (광해, 왕이 된 남자)
- 2018: Seven Years of Night (7년의 밤)